# Türkisgoldbarsch

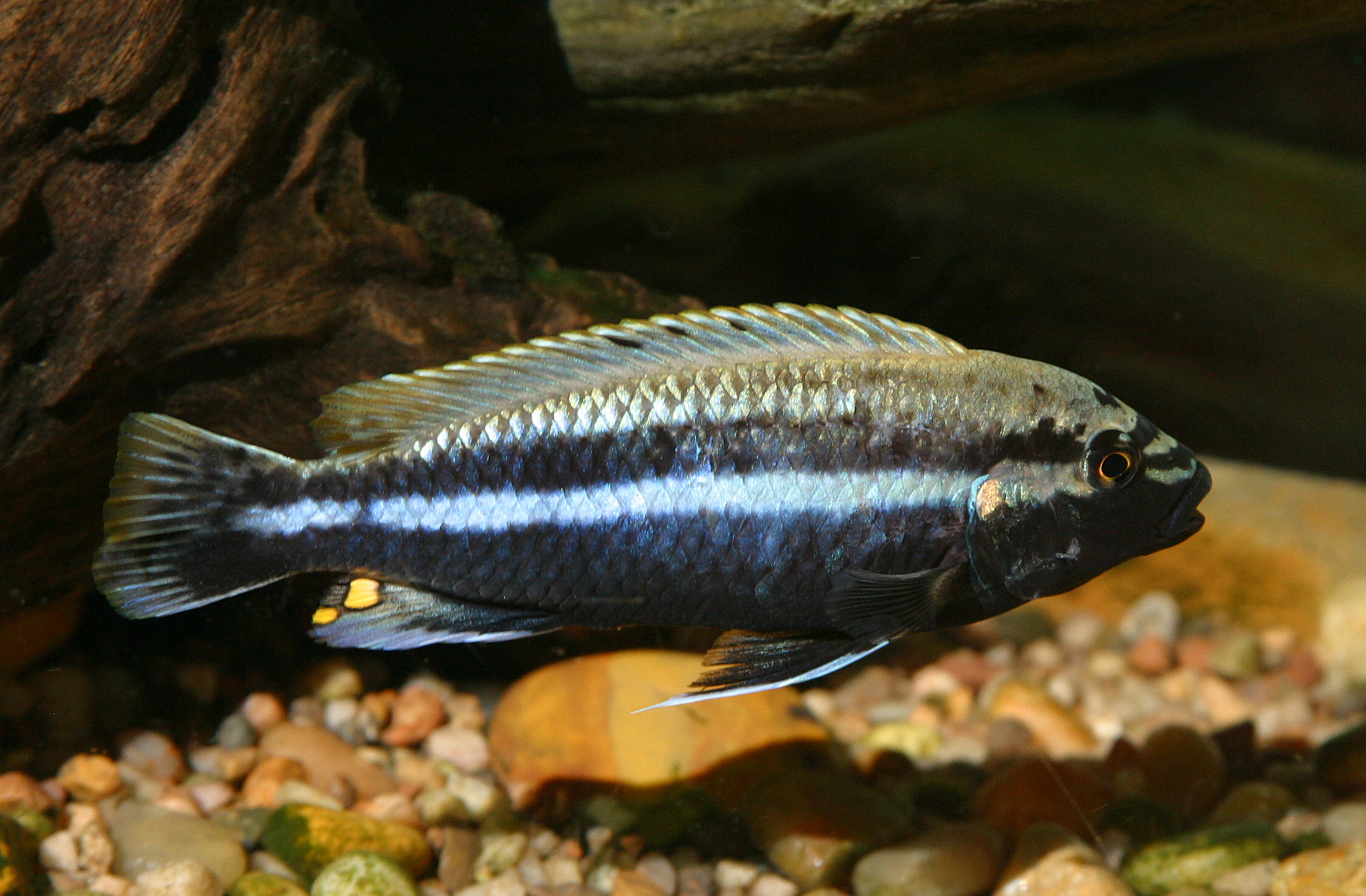
Ausgewachsenes Männchen

Der Türkisgoldbarsch (Melanochromis auratus) ist ein afrikanischer Süßwasserfisch, der endemisch im südlichen Teil des Malawisee, von Jalo Reef, nördlich von Nkhota Kota, entlang der Westküste bis zu den Crocodile Rocks vorkommt. An der Ostküste des Malawisee fehlt er völlig. Er lebt an der felsigen Uferzone, auch der Inseln und an Felsriffen, und zählt zu den Mbunas. 

## Merkmale
Türkisgoldbarsche haben einen deutlichen Geschlechtsdimorphismus. Die Männchen werden bis elf Zentimeter lang und sind schwarz mit zwei hellen türkisfarbenen Längsstreifen und mit gelben Eiflecken in der Afterflosse. Weibchen sind goldgelb mit zwei schwarzen Längsstreifen und erreichen eine Länge von neun Zentimeter. Jungtiere zeigen das Farbenkleid der Weibchen.
Flossenformel: Dorsale XVIII–XIX/5–6, Anale III/6–8

## Lebensweise
Der Türkisgoldbarsch ist ein Aufwuchsfresser, der am Algenbewuchs der Felsen äst und dabei auch allerlei wirbellose Kleintiere aufnimmt. Wie alle im Malawisee lebenden Buntbarsche sind die Türkisgoldbarsch Maulbrüter. Die Weibchen nehmen die etwa 20 bis 40 Eier bis zum Schlupf der Jungfische nach 22 bis 26 Tagen ins Maul. Die Jungfische sind beim Schlupf etwa 10 Millimeter lang.

## Aquarienhaltung
Die Fische sollten nur in Aquarien mit einer Kantenlänge von mindestens einem Meter, in denen mit Steinaufbauten viele Versteckmöglichkeiten geschaffen wurden, gehalten werden. Es sollte immer ein Männchen mit mehreren Weibchen zusammengehalten werden. Gegenüber verwandten Arten sind Türkisgoldbarsche aggressiv.